# Confraria dos Escravos da Cadeinha

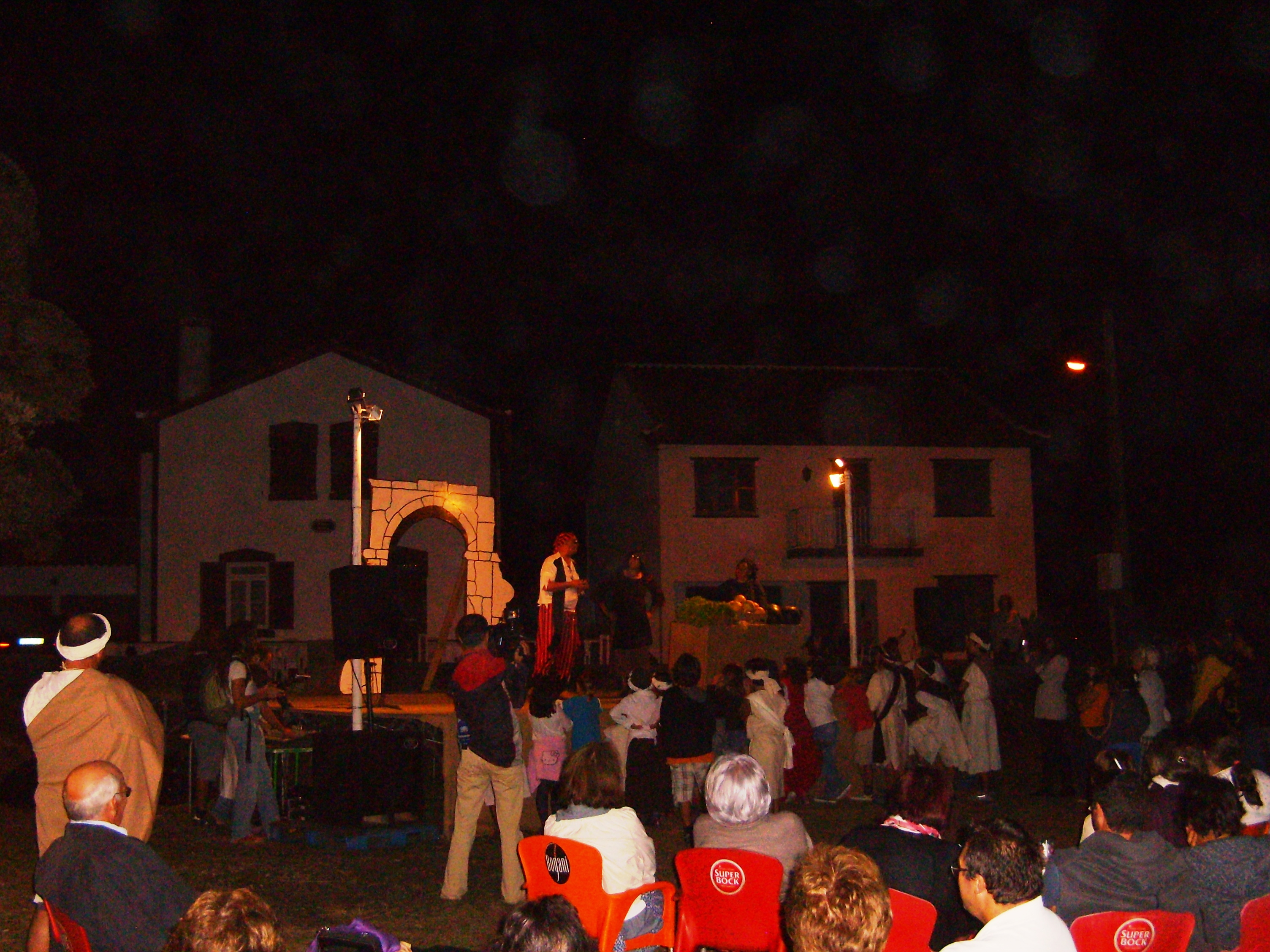
Festival dos Escravos da Cadeinha, 2010: apresentação teatral

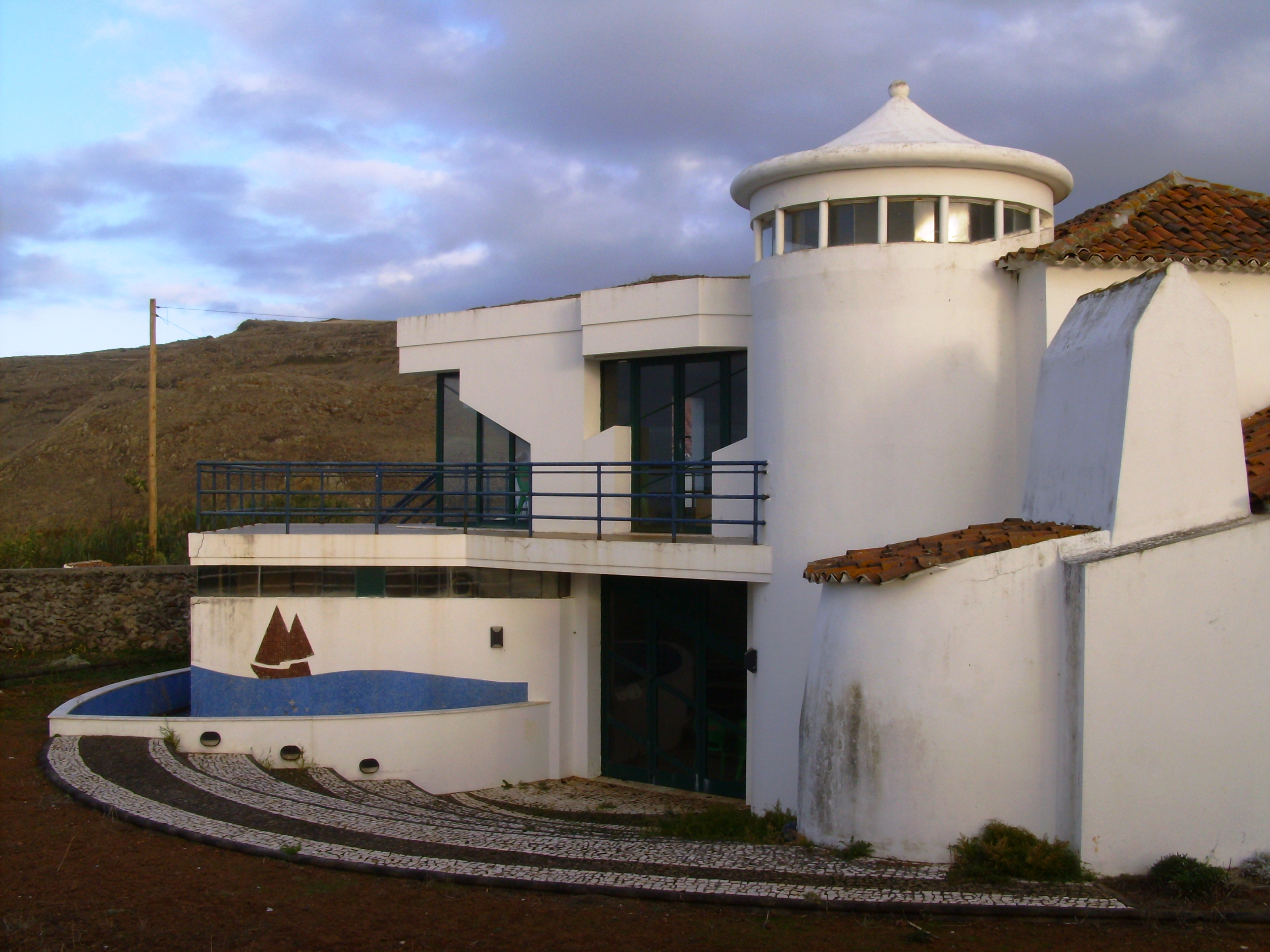
Centro Cultural Cristóvão Colombo, lugar dos Anjos

A Associação Escravos da Cadeínha, popularmente referida como Escravos da Cadeinha, é uma associação cultural, sem fins lucrativos que se localiza no lugar dos Anjos, na freguesia de Vila do Porto, concelho de Vila do Porto, na ilha de Santa Maria, nos Açores.
Surgiu da devoção secular dos naturais a Nossa Senhora dos Anjos, motivada pelas frequentes incursões de piratas, que raptavam habitantes da ilha com o fim de obterem resgate ou os venderem como escravos no Norte de África.

## História
Desde os fins do século XVI registaram-se ataques de corsários e piratas à ilha, entre os quais destacaram-se os muçulmanos oriundos do Norte de África, os chamados Piratas Mouros. Para promover o resgate dos cativos, ao final do século XVII os habitantes da ilha formaram uma associação, a Irmandade de Nossa Senhora dos Anjos e Escravos da Cadeinha:
"A Irmandade Escravos da Cadeinha surge da devoção a Nossa Senhora dos Anjos pelos naturais da ilha. No séc. XVI era frequente a ilha ser atacada por piratas que saqueavam e capturavam os locais (normalmente pessoas de famílias abastadas) que eram feitos escravos até ser pago o seu resgate. Estes, quando fugidos ou libertos, regressavam à ilha e como forma de agradecimento, criaram a Irmandade Escravos da Cadeinha. Esta Irmandade tinha a seu cargo zelar pelo espólio da igreja e realizar anualmente uma procissão em que os irmãos entoavam cânticos e levavam ao peito dois elos de corrente que simbolizavam o cativeiro."
O templo referido é Ermida de Nossa Senhora dos Anjos, no povoado onde a tripulação de Cristóvão Colombo desembarcou, em Fevereiro de 1493, quando de seu regresso das Américas.
O assalto directamente ligado ao lugar dos Anjos registou-se em 1675, afirma-se que por descuido dos sentinelas. Os mouros desembarcaram a coberto da noite, tendo saqueado a Ermida, violado mulheres e feito onze (?) cativos, entre mulheres e crianças. Como recordação do ataque ficou um chicote na ermida, onde se conserva até aos nossos dias.
Embora haja referências a uma irmandade ou confraria por volta de 1620 - posterior portanto ao assalto de 1616 - a iniciativa da constituição da Irmandade da Cadeínha deve-se a Frei Gonçalo de São José, que veio para o Convento de Nossa Senhora da Vitória em 1668-1669, que foi o seu principal obreiro. A constituição da Irmandade foi confirmada em 1675 pelo Bispo de Angra, D. Frei Lourenço de Castro.
Os "irmãos" eram cidadãos livres, de ambos os sexos, de qualquer estatuto social, excepto aqueles cuja vida fosse notóriamente escandalosa e os incorrigíveis. Usavam por distintivo uma cadeiazinha de ferro ou arame. Tal insígnia só podia ser recebida na Ermida dos Anjos, depois dos irmãos se confessarem e comungarem, aquando de uma das festas de Nossa Senhora.
A admissão dos irmãos ficava sob o controlo do vigário da Igreja Matriz de Nossa Senhora da Assunção de Vila do Porto e do Ouvidor Eclesiástico, com funções distintas. A solenização da festa, originalmente em 15 de Agosto, foi transferida pelo Vigário e pelo Ouvidor para o 2º domingo de Outubro, "por ser dia mais conveniente e desimpedido de eiras e vindimas, para que todos os devotos pudessem concorrer à dita festa (...)", sendo nesse Domingo, antes da missa, que se procedia à eleição anual da mesa.
A confraria tinha encargos na celebração de missas e até de um noturno, com missa cantada, sufragando as almas dos irmãos defuntos.
Em nossos dias, constituiu-se como associação de direito privado desde 23 de Dezembro de 2001, tendo como objetivos estatutários a proteção, promoção e divulgação do lugar dos Anjos, quer na vertente histórica, quer na vertente lúdica, mantendo viva a memória dos tempos da pirataria, e assumindo um papel dinamizador na área social e cultural.
Desde 2004 é a responsável pela organização anual do "Santa Maria Blues", evento musical de caráter internacional.
A partir de 2007 tem realizado anualmente o "Festival dos Escravos da Cadeínha", evento que apresenta uma reconstituição histórica teatral, encenada pela comunidade e aberta ao público em geral.
Em 2011 o espaço do "Centro Cultural Cristóvão Colombo", inaugurado em Setembro de 1993, foi cedido à Associação Escravos da Cadeínha pela Câmara Municipal de Vila do Porto através de um Contrato de Comodato, a título gratuito, pelo prazo de 10 anos.